# Граны (платформа)
Гра́ны (укр. Грани; прежнее название Платформа 737 километр) — остановочный пункт Южной железной дороги, находящаяся невдалеке от посёлка Казачья Лопань, менее чем в километре от государственной границы с Россией. Пограничный контроль проводится на предыдущей станции. Поезда дальнего следования, а также некоторые пригородные по платформе Граны не останавливаются.

## Путевое развитие
Чётный и нечётный пути перегона Казачья Лопань - Наумовка (Белгородская область). В начале марта 2022 года в ходе операции ГУР МО Украины был подорван мост через один из притоков реки Лопань на участке Граны - Казачья Лопань, контактная сеть в результате подрыва уцелела.

## Сооружения
Посадочные платформы; недействующее здание вокзала.

## Поезда
Участок Харьков-Белгород обслуживается электропоездами ЭР2, ЭР2Р, ЭР2Т депо Харьков и ЭР2, ЭД4, ЭД4М депо Белгород. В нечётном направлении поезда идут до станции Харьков-Пассажирский, Казачья Лопань, в чётном — до станций Наумовка, Белгород.

## Особенности
Платформа Граны находится на территории Украины, но на неё нельзя приехать с остальной территории Украины, не пройдя тех же процедур пограничного и таможенного контроля, которые проходят выезжающие за границу. А из Гранов в Россию, напротив, можно выехать, не проходя никакого контроля с украинской стороны. Однако, по прибытии электропоездов, следующих в белгородском направлении, на эту платформу, отряд украинских пограничников высаживается на этой станции и контролирует посадку-высадку пассажиров из электропоезда. Затем, при наличии согласованного расписания электропоездов в харьковском направлении, они едут обратно до Казачьей Лопани, попутно раздавая иммиграционные карточки иностранным гражданам, следующим на Украину или транзитом через эту страну.
После отмены прямых электропоездов между Белгородом и Харьковом, вышеизложенная информация стала неактуальной (от 10 августа 2012 года).